# Jai Narine Singh
Jai Narine Singh fue un político guyanés que se desempeñó como ministro de interior de la Guayana Británica. Singh fue electo como miembro de la Cámara de la Asamblea en las elecciones generales de abril de 1953 por el Partido Progresista del Pueblo y la circunscripción de Demerara Occidental.En octubre de 1953 fue destituido por el gobernador Alfred Savage, quien también destituyó a otros cinco ministros y suspendió la constitución.
Jai Narine apoyaba la independencia de Guayana Británica y en 1954, el año siguiente, pidió ser admitido como observador especial en la Décima Conferencia Panamericana de Caracas, Venezuela, para hablar sobre la situación cuando se tratara el tema del colonialismo en las Américas.

## Obras
- Diplomacia o guerra (1982)[3]